# Wye (Montana)
Wye è un census-designated place degli Stati Uniti d'America, nello stato del Montana, nella Contea di Missoula. Nel 2010 contava 511 abitanti.